# Hockey Asia Cup
Der Hockey Asia Cup ist die kontinentale Hockey-Meisterschaft von Asien. Er wird von der Asian Hockey Federation (ASHF) ausgetragen. Bei den Herren wurde 1982 der Asia Cup zum ersten Mal ausgespielt, ein Damenturnier wurde 1985 offiziell eingeführt.

## Herren

### Chronik
| 1982 | Karachi, Pakistan      | Pakistan' | 4–0 | Indien   | China    | 2–1            | Malaysia |
| 1985 | Dhaka, Bangladesch     | Pakistan  | 3–2 | Indien   | Südkorea | 2–0            | Japan    |
| 1989 | Neu-Delhi, Indien      | Pakistan  | 2–0 | Indien   | Südkorea | 1–0            | Japan    |
| 1994 | Hiroshima, Japan       | Südkorea  | 1–0 | Indien   | Pakistan | 5–2            | Malaysia |
| 1999 | Kuala Lumpur, Malaysia | Südkorea  | 5–4 | Pakistan | Indien   | 4–2            | Malaysia |
| 2003 | Kuala Lumpur, Malaysia | Indien    | 4–2 | Pakistan | Südkorea | 4–2            | Japan    |
| 2007 | Chennai, Indien        | Indien    | 7–2 | Südkorea | Malaysia | 5–3            | Japan    |
| 2009 | Kuantan, Malaysia      | Südkorea  | 1–0 | Pakistan | China    | 3–3 (7-6 n.7m) | Malaysia |
| 2013 | Ipoh, Malaysia         | Südkorea  | 4–3 | Indien   | Pakistan | 3–1            | Malaysia |
| 2017 | Dhaka, Bangladesch     | Indien    | 2:1 | Malaysia | Pakistan | 6:3            | Südkorea |
| 2022 | Jakarta (Indonesien)   | Südkorea  | 2:1 | Malaysia | Indien   | 1:0            | Japan    |

### Medaillenspiegel
| Land     | Erster                           | Zweiter                          | Dritter              | Vierter                          |
| -------- | -------------------------------- | -------------------------------- | -------------------- | -------------------------------- |
| Südkorea | 5 (1994, 1999, 2009, 2013, 2022) | 1 (2007)                         | 3 (1985, 1989, 2003) | 1 (2017)                         |
| Indien   | 3 (2003, 2007, 2017)             | 5 (1982, 1985, 1989, 1994, 2013) | 2 (1999, 2022)       |                                  |
| Pakistan | 3 (1982, 1985, 1989)             | 3 (1999, 2003, 2009)             | 3 (1994, 2013, 2017) |                                  |
| Malaysia |                                  | 2 (2017, 2022)                   | 1 (2007)             | 5 (1982, 1994, 1999, 2009, 2013) |
| China    |                                  |                                  | 2 (1982, 2009)       |                                  |
| Japan    |                                  |                                  |                      | 5 (1993, 1999, 2009, 2017, 2022) |

## Damen

### Chronik

#### Chronik
| 1985 | Seoul, Südkorea     | Südkorea | Finalrunde     | Japan    | Malaysia | Finalrunde     | Singapur |
| 1989 | Hongkong            | China    | Finalrunde     | Japan    | Südkorea | Finalrunde     | Indien   |
| 1993 | Hiroshima, Japan    | Südkorea | 3–0            | China    | Indien   | 1–0            | Japan    |
| 1999 | Neu-Delhi, Indien   | Südkorea | 3–2            | Indien   | China    | 1–0            | Japan    |
| 2004 | Neu-Delhi, Indien   | Indien   | 1–0            | Japan    | China    | 0–0 (3–0 n.7m) | Südkorea |
| 2007 | Hongkong            | Japan    | 1–1 (7–6 n.7m) | Südkorea | China    | 4–2            | Indien   |
| 2009 | Bangkok, Thailand   | China    | 5–3            | Indien   | Südkorea | 4–3            | Japan    |
| 2013 | Ipoh, Malaysia      | Japan    | 2–1            | Südkorea | Indien   | 2–2 (3–2 n.7m) | China    |
| 2017 | Kakamigahara, Japan | Indien   | 1–1 (5–4 n.7m) | China    | Südkorea | 1:0            | Japan    |
| 2022 | Maskat, Oman        | Japan    | 4:2            | Südkorea | Indien   | 2:0            | China    |

### Medaillenspiegel
| Land     | Erster               | Zweiter              | Dritter              | Vierter                    |
| -------- | -------------------- | -------------------- | -------------------- | -------------------------- |
| Südkorea | 3 (1985, 1993, 1999) | 3 (2007, 2013, 2022) | 3 (1989, 2009, 2017) | 1 (2004)                   |
| Japan    | 3 (2007, 2013, 2022) | 3 (1985, 1989, 2004) |                      | 4 (1993, 1999, 2009, 2017) |
| China    | 2 (1989, 2009)       | 2 (1993, 2017)       | 3 (1999, 2004, 2007) | 2 (2013, 2022)             |
| Indien   | 2 (2004, 2017)       | 2 (1999, 2009)       | 3 (1993, 2013, 2023) | 2 (1989, 2007)             |
| Malaysia |                      |                      | 1 (1985)             |                            |
| Singapur |                      |                      |                      | 1 (1985)                   |